# Soni (album)
SONI – druga płyta solowa wokalistki Doroty Jaremy.  
Wydawnictwo ukazało się 23 czerwca 2008 r. nakładem firmy Reconsulting. Wśród jedenastu anglojęzycznych utworów, na albumie znalazły się między innymi przeboje popularnego w latach 70. kompozytora Burta Bacharacha, takie jak "The Look Of Love", "Raindrops Keep Falling On My Head", "Walk On By", a także inne utwory z repertuaru Dionne Warwick, Chaki Khan ("I'm Every Woman"), Barry'ego Manilowa ("Can't Smile Without You"), Andy'ego Williamsa ("Can't Take My Eyes Off You") i zespołu Kool and the Gang ("Get Down On it"), ale też nowa interpretacja tematu z filmu Bagdad Café – "Calling You".
Wszystkie aranżacje opracował polski kompozytor Krzysztof Herdzin. W nagraniu płyty udział wzięli muzycy: Piotr Żaczek, Robert Luty, Bartosz Jakubiec, Marek Podkowa, Sebastian Sołdrzyński oraz Dariusz Plichta. W nagraniach uczestniczył także kwartet smyczkowy 4-te i amerykański wokalista Llou Johnson.
Pierwszym singlem z albumu "SONI" była ballada "I'll Never Fall in Love Again".

## Lista utworów
1. I'm Every Woman
2. Walk On By
3. I'll Never Fall In Love Again
4. Get Down On It
5. Say A Little Prayer
6. The Look Of Love
7. Can't Take My Eyes Off You
8. Raindrops Keep Falling On My Head
9. Calling You
10. That's What Friends Are For
11. Can't Smile Without You